# St. Sebastian (Zell)

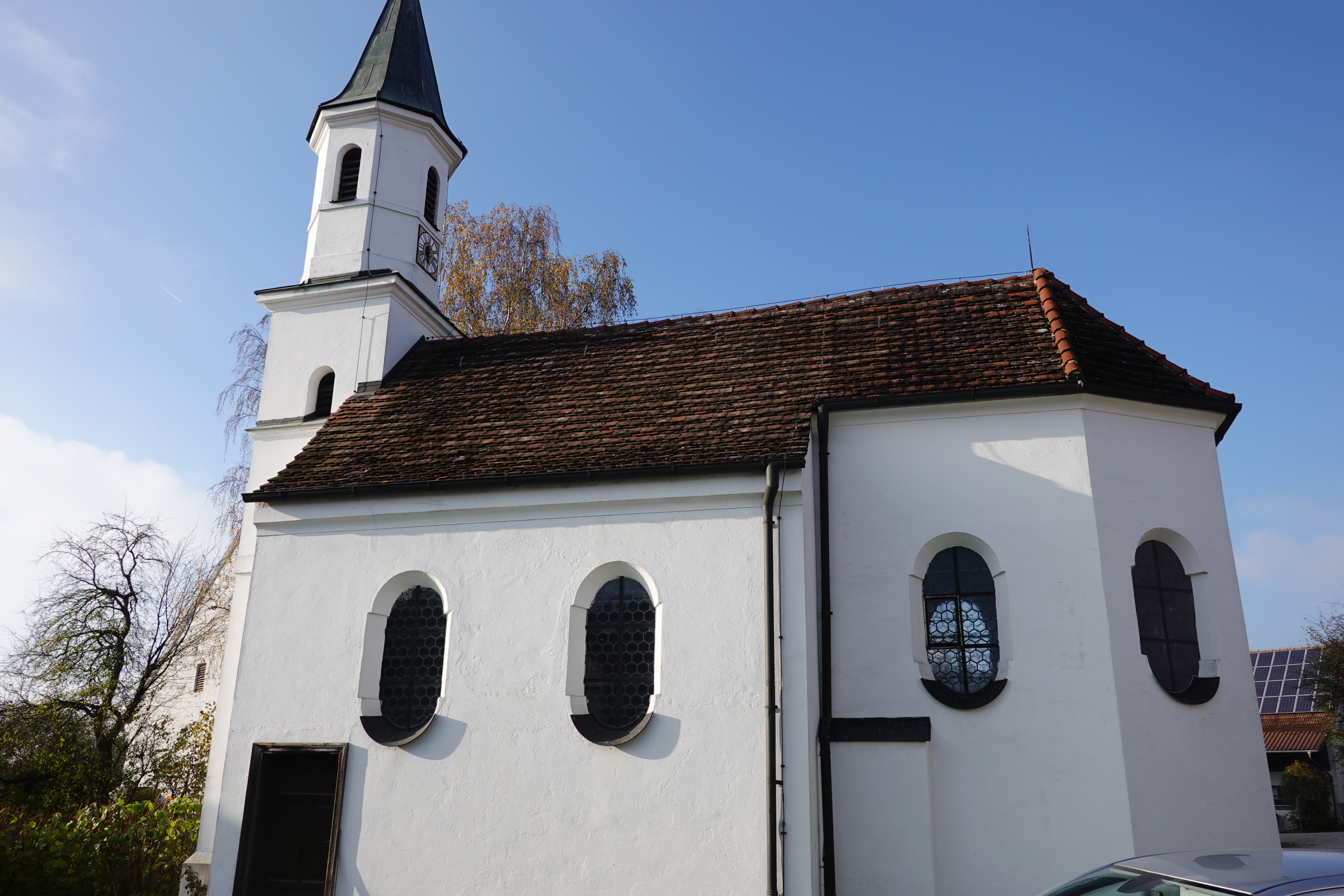
St. Sebastian in Zell

Die römisch-katholische Filialkirche St. Sebastian steht in Zell, einem Gemeindeteil von Moorenweis im oberbayerischen Landkreis Fürstenfeldbruck. Sie ist in der Liste der Baudenkmäler in Moorenweis unter der Nummer D-1-79-138-28 eingetragen. Die Kirche gehört zum Dekanat Landsberg im Bistum Augsburg.

## Beschreibung
Die barocke Saalkirche wurde 1688 anstelle einer gotischen Kapelle errichtet. Sie besteht aus dem Langhaus zu zwei Jochen, dem eingezogenen, dreiseitig geschlossenen Chor im Nordosten, der vom Vorgängerbau erhalten blieb, und dem Kirchturm auf quadratischem Grundriss im Südwesten. Seine achteckigen Obergeschosse enthalten den Glockenstuhl und die Turmuhr. Darauf sitzt ein spitzer Helm. 
Das Langhaus ist mit einer Flachdecke überspannt, der Chor mit einem Stichkappengewölbe. Die Deckenmalereien, im Chor mit der Verkündigung des Herrn, im Langhaus mit dem heiligen Sebastian, sind stilistisch mit denen von Johann Baptist Anwander verbunden.